# 片尾彩蛋
片尾彩蛋，指的是電影或電視劇在正片結束後增加的額外片段，大多在片尾字幕的中間或末尾出現。這一中文名稱中的「彩蛋」二字源於復活節尋找彩蛋的習俗，不過英文中通常只將這樣的片段稱為「字幕後片段」（post-credits scene），而「彩蛋」（Easter egg）一詞則更常被用於指代影視作品中不易被注意到，但卻有特殊含義的細節。片尾彩蛋常是幽默性質的片段，也常被用作續集等相關影片的先導預告。

## 歷史
20世紀60年代末之前，電影的字幕通常都置於片頭。在60年代末至70年代初，隨著電影字幕所列出的工作人員數目與日俱增，片尾字幕開始成為常態。現代意義上的片尾彩蛋最早可以追溯到1966年的間諜題材喜劇片，該片在片尾用戲謔性的片段預告了影片的續集《續集》。但真正讓片尾彩蛋成為電影業潮流的是1979年的《大青蛙布偶電影》：本片的片尾字幕結束後，一隻布偶面向攝影機鏡頭，以打破第四面牆的形式向銀幕前的觀眾大喊「回家吧」。在此之後，80年代和90年代的好萊塢電影大量使用了片尾彩蛋。
21世紀初，包括《史瑞克》、《星球大戰》、《神鬼奇航》、《哈利·波特》等在內的大製作系列電影開始用片尾彩蛋來對續集進行預告。2008年，漫威影業在其電影宇宙的首部作品《鋼鐵人》的結尾加入了一個彩蛋，預告超級英雄聯盟「復仇者聯盟」的組建。自此，片尾彩蛋成為漫威電影宇宙中每部電影的固定傳統，這些片段通常被用來建立起整個系列中各部電影之間的聯繫。隨著這一電影系列大獲成功，片尾彩蛋成為了很多觀眾在觀影時期待的重要環節，甚至有專門的網站和手機app供觀眾查詢某部電影是否附有片尾彩蛋。漫威的做法引來了眾多其他電影片廠的效仿，《玩命關頭》、《X戰警》等電影系列都開始在片尾加入用於構建「電影宇宙」的彩蛋。近年來，片尾彩蛋在華語片中也屢見不鮮。

## 用途舉例
系列電影的片尾彩蛋經常被用於預告續集等相關電影。例如，漫威電影宇宙中，《鋼鐵人》的片尾彩蛋通過尼克·福瑞與的對話預告了《復仇者聯盟》，《鋼鐵人2》的彩蛋則以墜落在沙漠中的雷神之鎚預告了《雷神索爾》。在香港電影《寒戰》的結尾，劉傑輝接到電話要求釋放囚犯，而李家俊在囚房裡神態輕鬆地讀書和打響指，預示了《寒戰2》的到來。
片尾彩蛋有時也會被用於呈現劇情反轉，或是交代正片中沒有敘述完整的情節。《玩命關頭5》的片尾彩蛋不但是其續集的預告，也反轉了之前的情節，告訴觀眾在前作《玩命關頭4》中似乎已經死亡的角色莉蒂·歐提茲其實還活著。而在《神鬼奇航3：世界的盡頭》的字幕滾動完畢後，彩蛋片段展現了威爾·杜納與愛人伊莉莎白·史旺在正片情節結束十年之後重新相逢的場景。
除去在情節上發揮作用的彩蛋之外，無論在系列電影還是非系列電影中，片尾彩蛋也都常常純粹起到幽默效果。例如，《復仇者聯盟》的片尾彩蛋就並沒有推動影片情節發展，而是只展示了鋼鐵人、美國隊長等超級英雄坐在街頭餐廳吃阿拉伯小吃沙威瑪的畫面；《決殺令》片尾有一個時長僅幾秒鐘的彩蛋，其中三名坐在囚籠裡的黑奴驚異而困惑地望著決哥離去的背影；香港電影《春嬌與志明》的片尾彩蛋則是主演余文樂男扮女裝出演的一支MV。

## 影響與評價
以漫威電影宇宙為代表的系列電影通過片尾彩蛋進行了成功的電影營銷，大幅提升了觀眾對系列中新角色和新電影的期待程度。超級英雄電影結尾的彩蛋也因其與漫畫書連載敘事方式的相似之處而受到漫畫愛好者的歡迎。有觀點認為，片尾彩蛋可以鼓勵觀眾走進電影院，幫助影院與流媒體平台競爭。此外，想要觀看彩蛋的觀眾必須在片尾字幕結束後才離場，因此彩蛋也被認為是表達對演職人員的尊重的一種途徑。
然而，在片尾插入彩蛋的做法也受到了一些電影從業者和評論家的批評。執導X戰警系列電影中一片的詹姆斯·曼高德曾公開表達對片尾彩蛋熱潮的強烈不滿，認為彩蛋傷害了影片含義的完整性，粉飾了某些低劣影片的品質。觀眾對於彩蛋本身的期待和討論也在影片上映前營造了虛假繁榮的氣氛。有相似的批評聲音指出，片尾彩蛋不但破壞了影片自身的結尾，而且儘管系列電影的粉絲們可以理解這些片段的含義，彩蛋自身卻大多毫無敘事層面的價值。批評者認為，添加彩蛋以討粉絲歡心的做法反映了電影片廠的懶惰心理，而通過彩蛋來對正片中的重要情節進行「反轉」則體現了片廠牴觸冒險的保守理念。